# Maloney Gardens
Maloney Gardens es una localidad de Trinidad y Tobago, que forma parte de la región de Tunapuna-Piarco.

## Toponimia
La localidad también es conocida por el nombre de Maloney.

## Geografía
La localidad abarca parte de la isla Trinidad y limita al norte y oeste con Red Hill, al sur con Oropuna Village-Piarco y al este con Mausica.

## Demografía
Datos demográficos de la localidad de Maloney Gardens:
| Gráfica de evolución demográfica de Maloney Gardens entre 2000 y 2011 |
|                                                                       |